# Templetonia stenophylla
Templetonia stenophylla là loài thực vật có hoa trong họ Fabaceae. Nó là loài đặc hữu của miền đông Úc.